# Маврицийска ветрушка
Маврицийската ветрушка (маврицийски сокол) (Falco punctatus) е вид дневна граблива птица от семейство Соколови. Дребен сокол, с дължина на тялото 20 – 26 cm.
Ендемичен вид на остров Мавриций. Обитава основно вечнозелени субтропични гори, но има предпочитания и към деградирали и открити ландшафти.